# تشارلز لوكوود
تشارلز لوكوود (بالإنجليزية: Charles Lockwood)‏ هو مؤرخ أمريكي، ولد في 31 أغسطس 1948 في واشنطن العاصمة في الولايات المتحدة، وتوفي في 28 مارس 2012 في توبانغا ‏ في الولايات المتحدة.